# Университет (женский баскетбольный клуб)
«Университет» (каз. Университеті) — студенческий женский баскетбольный клуб, представлявший республику Казахстан в чемпионате СССР. Лучшим достижением команды в первенстве СССР было 5-е место (1986).

## История
Команда в чемпионатах страны стала выступать в первой лиге с 1960 года, а с 1972 года и вплоть до последнего первенства играла в высшей лиге. Лучшие результаты — 4-е место на VII Спартакиаде народов СССР (под флагом сборной Казахской ССР), 5-е место в чемпионате СССР сезона 1985/86. 5-кратный чемпион ЦС ДСО «Буревестник».
На последнем первенстве СССР, которое трансформировалось в чемпионат СНГ, «Кайрат» занял 4-е место. После распада СССР баскетболистки стали покидать команду, в конце концов, исчез и сам баскетбольный клуб.

### Статистика выступлений в Чемпионате СССР
| Сезон | Лига        | Место | Примечания            |
| ----- | ----------- | ----- | --------------------- |
| 1964  | 2-я группа  | 12    |                       |
| 1965  | 2-я группа  | 13    |                       |
| 1966  | 2-я лига    | 8     |                       |
| 1968  | 2-я лига    | 12    |                       |
| 1969  | 2-я лига    | 14    |                       |
| 1970  | 2-я лига    | 6     |                       |
| 1971  | 2-я лига    | 2     | Вышел в «Высшую лигу» |
| 1972  | Высшая лига | 9     |                       |
| 1973  | Высшая лига | 6     |                       |
| 1974  | Высшая лига | 8     |                       |
| 1975  | Высшая лига | 7     |                       |
| 1976  | Высшая лига | 8     |                       |
| 1977  | Высшая лига | 7     |                       |
| 1978  | Высшая лига | 10    |                       |
| 1979  | Высшая лига | 6     |                       |
| 1980  | Высшая лига | 8     |                       |
| 1981  | Высшая лига | 10    |                       |
| 1982  | Высшая лига | 10    |                       |
| 1983  | Высшая лига | 9     |                       |
| 1984  | Высшая лига | 9     |                       |
| 1985  | Высшая лига | 8     |                       |
| 1986  | Высшая лига | 5     |                       |
| 1987  | Высшая лига | 9     |                       |
| 1988  | Высшая лига | 11    |                       |
| 1989  | Высшая лига | 10    |                       |
| 1990  | Высшая лига | 8     |                       |
| 1991  | Высшая лига | 9     |                       |
| 1992  | Высшая лига | 4     |                       |

## Тренеры
- В.И. Моршинин 1967—
- Н.И. Тунда 1969—1974
- Ш.К. Юмашев

## Известные игроки
- Ирина Герлиц
- Надежда Ольхова
- Виктория Демьянская
- Галина Резцова (Магидсон)
- Валентина Соломеева (Яковлева)

## Другие игроки
В.Ивкина, Галина Урывская, Н.Подковырова, Т.Ильченко, Вера Гришина, Нина Пузанова, Антонина Тарасенкова, Ирина Жумабекова, И.Чикилева, О.Апатаева, Таисия Ануфриева, Альбике Жексембаева, Валентина Малярчук, Наталья Пшесмыцкая, Галина Кудреватова, Галина Быняева, Ольга Деева.